# Laurence Dermott
Laurence Dermott (1720. – lipanj 1791.) bio je irski slikar i vinar. Najpoznatiji je kao slobodni zidar koji je imao ključnu ulogu u razvoju tzv. Drevne velike lože Engleske. Zahvaljujući njegovoj energiji i organizacijskim sposobnostima, velika loža od svega šest londonskih loža 1751. godine izrasla je u snažnu masonsku instituciju s ložama diljem Engleske i britanskih kolonija.

## Životopis
Dermott je rođen je 1720. godine, vjerojatno u obiteljskom domu kraj Strokestowna u okrugu Roscommon, iako je njegova obitelj poslovala u Dublinu. Njegov otac Thomas Dermott i stric Anthony bili su uspješni trgovci, vinari i vlasnici brodova. Godine 1748. preselio se u London, gdje je, prema izvorima, radio kao pomoćni slikar, ali je kasnije postao vinar poput svoga oca. Pretpostavlja se da je preseljenje bilo povezano s proširenjem obiteljskog poslovanja.
Dermott se tri puta ženio. Prva supruga, Susanna Neale, preminula je 1764. godine. Druga, Mary Windell, umrla je samo tri mjeseca nakon vjenčanja 1766. Treću suprugu, Elizabeth Merryman, također udovicu, oženio je iste godine. Imali su sina Laurencea, koji je preminuo u ranom djetinjstvu. Dermott je živio u istočnom Londonu, u četvrtima Aldgate, Mile End i Stepney. U kasnijim godinama patio je od gihta.
Preminuo je u lipnju 1791. godine. Mjesto njegova groba nije poznato.

## Slobodno zidarstvo
Dermott je ušao u redove slobodnih zidara 14. siječnja 1740./41., a već 1746. postaje starješina Lože br. 26 u Dublinu. Iste godine postao je i član Kraljevskog luka, što je kasnije imalo značajan utjecaj na englesko slobodno zidarstvo.
Po dolasku u London, 1748., kratko je bio član lože povezane s Velikom ložom Engleske, no ubrzo se priključio jednoj od loža koje su bile pod okriljem Velike lože Irske. Nekoliko godina kasnije, 5. veljače 1752., izabran je za velikog tajnika Drevne velike lože Engleske, osnovane prethodne godine.
Godine 1756. Dermott je objavio Ahiman Rezon, knjigu konstitucije svoje velike lože. Djelo je bilo duhovito i polemično, prepuno kritika na račun Velike lože Engleske, uključujući tvrdnje da su njihovi rituali toliko izmijenjeni da njihovi članovi ne bi bili priznati u drugim nadležnostima. Knjiga je brzo stekla popularnost i pridonijela širenju utjecaja Drevne velike lože.
Dermott je ostao veliki tajnik do 1771., kada je imenovan zamjenikom velikog majstora, a zbog simboličke prirode dužnosti velikog majstora, Dermott je u praksi vodio rad velike lože. U kasnijim godinama problemi g gihtom su ga često sprječavali u prisustvovanju sjednicama. Posljednji put se pojavio u loži 1789., a preminuo je dvije kasnije.

### Naslijeđe
Laurence Dermott ostao je zapamćen kao borben, izravan i duhovit, ali i kao iznimno sposoban slobodni zidar. Unatoč kritikama i optužbama (među kojima i lažna optužba da nije pravilno iniciran), njegova uloga u povijesti slobodnog zidarstva bila je presudna. Zaslužan je za očuvanje identiteta i rasta Drevne velike lože Engleske sve do njenog ujedinjenja s Velikom ložom Engleske 1813. godine. Zahvaljujući Dermottu, Ujedinjena velika loža Engleske danas koristi organizacijsku strukturu Velike lože Engleske, ali rituale preuzete od Drevne velike lože.